# Verbundnetz (Chile)

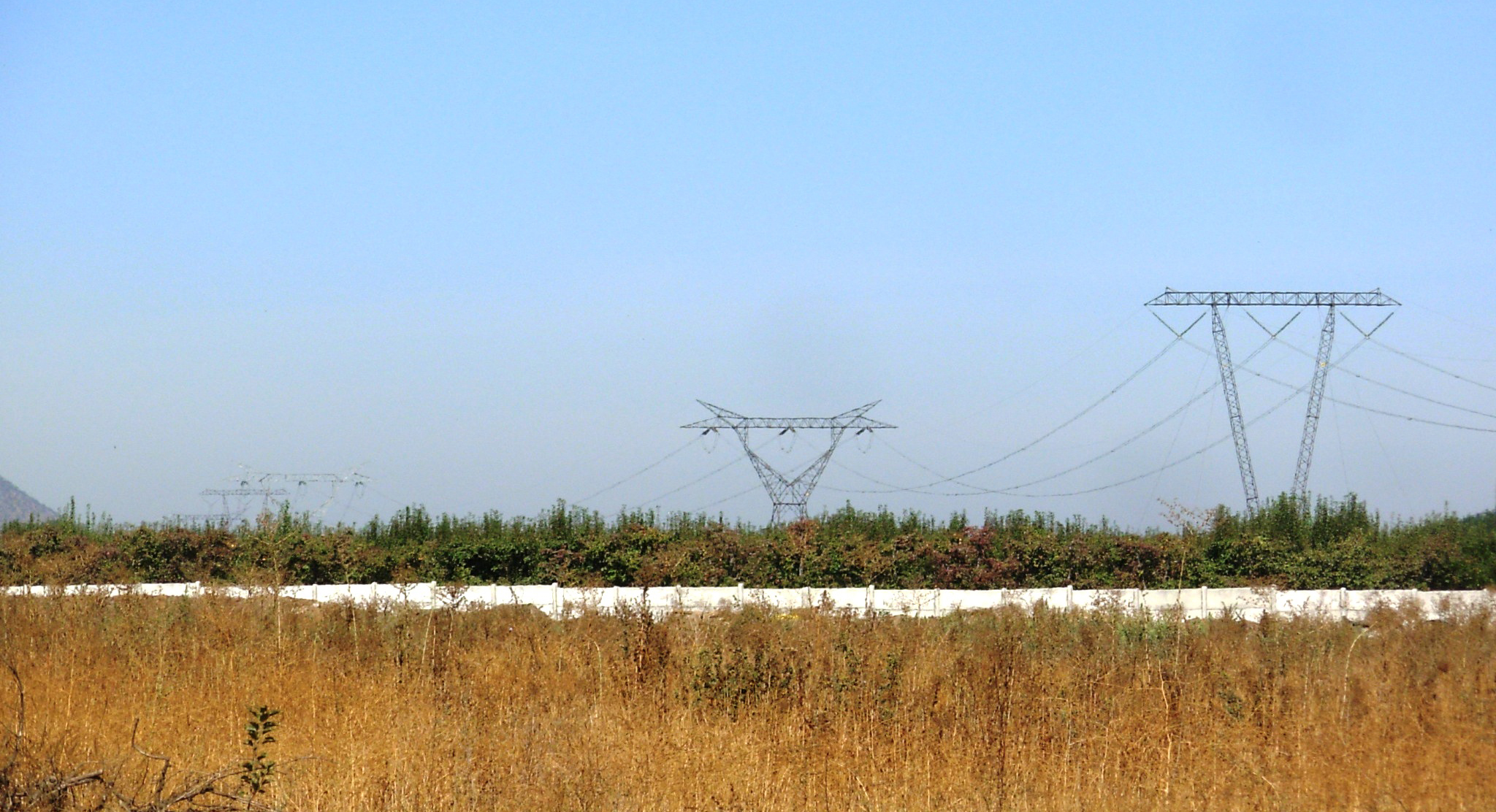
500-kV-Leitungen des nationalen Verbundes (Sistema Eléctrico Nacional) in der Nähe von Rancagua.

Seit November 2017 gibt es in Chile ein landesweites Verbundnetz, das Sistema Eléctrico Nacional. Die Kabelverbindungen des gesamten nationalen Netzes erreichten 2021 eine Gesamtlänge von 35.919 km.
Bis 2017 wurden zwei voneinander unabhängige Verbundsysteme betrieben, das Sistema Interconectado Central (SIC) für das Zentrum des Landes sowie das Sistema Interconectado del Norte Grande (SING) für den Norden. Darüber hinaus gab es im Süden des Landes noch verschiedene Inselnetze, die im Sistema Eléctrico de Aysén und im Sistema Eléctrico de Magallanes zusammengefasst waren. Diese vier Netzsysteme wurden 2017 miteinander synchronisiert, wobei die volle Vernetzung 2019 mit der Inbetriebnahme einer weiteren Verbindung mit 2 × 500 kV erreicht wurde.
Am 16. April 2015 gab der Energieminister Chiles bekannt, dass SIC und SING bis 2017 miteinander synchronisiert werden sollen. Die neue Drehstrom-Hochspannungs-Übertragungsleitung (500 kV, 1,5 GVA) hat eine Länge von 580 km bzw. 610 km; die Kosten wurden 2015 auf 700 bzw. 850 Mio. USD geschätzt. Die Comisión Nacional de Energía hatte zuvor in einer Studie 4 verschiedene Möglichkeiten der Verbindung (1 GW bzw. 1,500 GW, DHÜ bzw. HGÜ) untersucht.

## Sistema Interconectado Central
Das SIC bzw. CDEC-SIC (spanisch Centro de Despacho Económico de Carga del Sistema Interconectado Central) war das größte Verbundnetz in Chile. Es versorgt 92 % der Bevölkerung. Die installierte Leistung im SIC lag Ende 2014 bei 15,15 GW, davon entfielen auf kalorische Kraftwerke 7,97 GW (52,6 %), auf Wasserkraftwerke 6,4 GW (42 %) und auf Windparks 645,3 MW (4,26 %).

## Sistema Interconectado del Norte Grande
Das SING bzw. CDEC-SING (span. Centro de Despacho Económico de Carga del Sistema Interconectado del Norte Grande) war das zweite Verbundnetz in Chile. Die installierte Leistung im SING lag Ende 2014 bei 4,97 GW, davon entfielen auf Kohlekraftwerke 2,1 GW (42,24 %) und auf Gaskraftwerke 2,36 GW (47,53 %).

## Sistema Eléctrico de Aysén
Die Empresa Eléctrica de Aysén S.A. (Edelaysen) ist in der Región de Aysén für die Stromerzeugung und Verteilung zuständig. Die installierte Leistung von Edelaysen beträgt 50 MW, hauptsächlich bestehend aus Diesel- bzw. Gasmotoren.

## Sistema Eléctrico de Magallanes
Die Empresa Eléctrica de Magallanes S.A. (EDELMAG) ist in der Región de Magallanes für die Stromerzeugung und Verteilung zuständig. Das Unternehmen betreibt Verteilnetze in Punta Arenas, Puerto Natales, Porvenir und Puerto Williams. Die installierte Leistung von EDELMAG beträgt 98,775 MW (bzw. 101 MW), bestehend aus Diesel- bzw. Gasmotoren.